# タンタ (格闘技)
タンタ（Thang-Ta）とは、インド・マニプル州のメイテイ族によって作られた、武器使用を基礎とした武術である。
マニプリ語でthangは剣を意味し、taは槍を意味する。その名前が示すように、剣と槍はタンタの基礎的な武器である。